# XM1018
XM1018 – выстрел с осколочной гранатой дистанционного (воздушного) подрыва, разработанный американской компанией Alliant Techsystems для стрелково-гранатомётного комплекса Objective Individual Combat Weapon (OICW), также известного под обозначение XM29 OICW. При разработке боеприпаса была принята концепция подрыва гранаты с тремя установками взрывателя: подрыв при ударе; подрыв при ударе с задержкой; при отработке заданной дистанции (числа оборотов) для обеспечения оптимального воздействия на цель при различных положениях последней. Однако, по мнению руководителей проекта, эффективность поражающего действия 20-мм гранаты оказалась недостаточной, в силу чего граната XM1018 послужила поводом для прекращения программы OICW.

## История разработки
В декабре 1994 года был открыты тендер и этап 1 программы Objective Individual Combat Weapon. К разработке гранат приступили два консорциума. Цель этапа состояла в достижении вероятность поражения p = 0,5 на дальности 500 м живой силы на открытой местности, и вероятности 0,35 при стрельбе по укрытой живой силе. Таким образом, для поражения пехотного отделения из 9 солдат в бронежилетах на открытой местности требовалось произвести 18 выстрелов. В долгосрочной перспективе планировалось увеличение вероятности поражения до значения p = 0,9 при стрельбе гранатой на дальностях до 750 м.
В рамках этапа 2 в феврале 1996 года оба консорциума завершили демонстрацию критических технологий по боеприпасам, системе управления огнём и оружии. Впервые был изготовлен прототип предохранительного механизма, разработанный как микроэлектромеханическая (МЭМС) система.

В рамках этапа 3, проходившего с января 1997 по 1998 год были испытаны обе концепции.

- ATK/ Heckler & Koch/ Brashear LP: Конструктивно 20-мм граната выполнена с двумя небольшими боевыми частями, полученными из стали методом горячего изостатического прессования (ГИП), и расположенными в головной и хвостовой частях гранаты. Между ними находится модуль взрывателя. Целью решения являлось формирование осколочного поля, обеспечивающего накрытие осколками максимально возможной зоны в передней и задней полусферах. Гранатомётный модуль оружия выполнен по схеме газоотвода.
- AAI/ FN/Raytheon: Взрыватель располагался в хвостовой части 20-мм гранаты, боевая часть спереди, выполнена из вольфрамового сплава. Конструктивное решение боевой части обеспечивало большую угловую зону разлёта осколков.[4] Работа гранатомётного модуля оружия основана на принципе отдачи ствола.

В апреле 1998 года руководство Joint Service Small Arms Programm выбрало проект Heckler und Koch, Brashear и ATK, во-первых, из-за более высоких характеристик по дальности и точности стрельбы, а во-вторых, из-за наличия встроенного тепловизионного устройства. Для выполнения этапов 4 и 5 проекта, компания ATK получила контракт на производство семи прототипов оружия и 4700 20-мм гранатомётных выстрелов общей стоимостью 8,5 млн. долл. В августе 2000 года группа фирм получила дополнительно 6,946 млн. долл. для начала предсерийного производства. Последующее развитие систем ограничилось совершенствованием предохранительно-исполнительного устройства MEMS Safety and Arming Device согласно требованиям стандарта STANAG 1316, а также увеличением поражающего действия и сокращением затрат. В планах предусматривалось снижение стоимости одного выстрела до 30 долларов.
Первая успешная серия испытаний состоялась в январе 2002 года.
По мнению руководителей проекта, 20-мм гранаты XM1018 обладали недостаточной эффективностью поражающего действия, что явилось одной из причин прекращения в 2004 году программы OICW. Было принято решение использовать более крупный калибр 25 мм в составе гранатомётного комплекса HK XM25. Таким образом, выстрел XM1018 не смог достичь требуемой эффективности действия как по целям, открыто расположенным на местности, так и укрытым целям, что, помимо прочего, было связано с тем, что у операторов системы OICW присутствовал «значительный диапазон погрешностей» (дословно: sizeable margin of error)  при стрельбе по укрытым целям.
В других странах, по-видимому, не сомневаются в эффективности осколочного боеприпаса столь малого калибра, в частности южнокорейский Daewoo K11 и китайский QTS-11 комплексы используют 20-мм выстрелы. Вместе с тем, отмечалось, что критичным для эффективности корейского выстрела является характер местности и наличие у противника средств индивидуальной бронезащиты.

## Устройство гранаты
Электронный модуль расположен по центру гранаты. Он состоит (по ходу) из электроники огневой цепи (33% объема модуля), предохранительно-исполнительного  устройства (Safe&Arm) на базе МЭМС-устройства (20% объема электроники). Остальной объём приходится на источник питания.
В состав электронного модуля входит датчик-магнитометр, определяющий число оборотов гранаты на траектории.
Микросистема предохранительного устройства прошла долгое развитие, прежде чем получила способность  выдерживать перегрузки в 45 000 g и падение с высоты 40-футов на бетон. Рабочие прототипы производились с 1996 года. ARDEC сконструировал 200 мкм модель с инерционным микроприводом на никелевой пластине, лаборатория Sandia разработала электромеханическую модель на 2-мкм поликристаллической кремниевой пластине.
При нажатии спускового крючка, система управления огнём англ. Target Acquisition/ Fire Control System (TA/FCS) с помощью программатора передает необходимую информацию на взрыватель гранаты. Программирование осуществляется бесконтактно посредством индуктивных катушек, расположенных снаружи каморы ствола и в самой гранате.
На полёте производится подсчёт количества оборотов, совершаемых гранатой. Подрыв производится по достижении заданного числа оборотов, переданное на взрыватель гранаты перед выстрелом.
Поскольку осколки передней БЧ обладают более высокой скоростью за счёт добавления собственной скорости гранаты (сложения скоростей), конструктивно передняя БЧ рассчитана на образование более мелких осколков. В силу того же эффекта осколки задней БЧ обладают меньшей скоростью, поэтому задняя БЧ рассчитана на формирование более крупных осколков, чтобы сохранить кинетическую энергию приблизительно равной. Исходными требованиями к системе ставилась задача  поражения живой силы в БЗК типа PASGT. Убойный радиус гранаты, как утверждалось, составляет порядка 3 м.
Компания ATK использовала предварительно отформованные поражающие элементы из порошковой смеси сложного состава, включающего тугоплавкие металлы, которые на втором технологическом этапе соединяли в монолит с помощью ГИП. Данный способ позволяет получать при серийном изготовлении стабильную картину дробления корпусов.